# 読書舗駅
読書舗駅（中国語: 读书铺站）は雲南省昆明市安寧市太平新城街道読書舗村にある。1966年に建設され、郵便番号は650300である。成昆線が駅を通過し、昆陽線と安寧線がそれぞれ駅の西側で南に分岐する。現在、駅の周辺状況（道路網、降車時の目的地等）により旅客輸送を扱っておらず 、元謀西から昆明までの普通旅客列車がこの駅の従業員に乗降車を提供している。貨物は特別路線と特別鉄道でのみ取り扱われる 。

## 歴史
読書舗駅は1964年に鉄道兵士によって建設された。1968年から使用され、1970年1月1日に正式に稼働した。 1971年に昆陽支線と安寧支線が使用され、成昆線の昆明ハブの補助を行う駅（補助操車駅）になった。駅には6つの到着線と出発線、4つの入換線と3つの貨物線がある :222,223 。
駅と昆明駅の間の区間はもともと単線であったが、昆明鉄道ハブの容量拡張と再建中の駅の拡張に加えて、駅と昆明西駅の間の成昆線は、2014年8月に複線化が完成した  。2016年には、この区間に複々線の鉄道が建設され、旅客線と貨物線が別々に運行されるパターンが形成された 。

## 運営状況

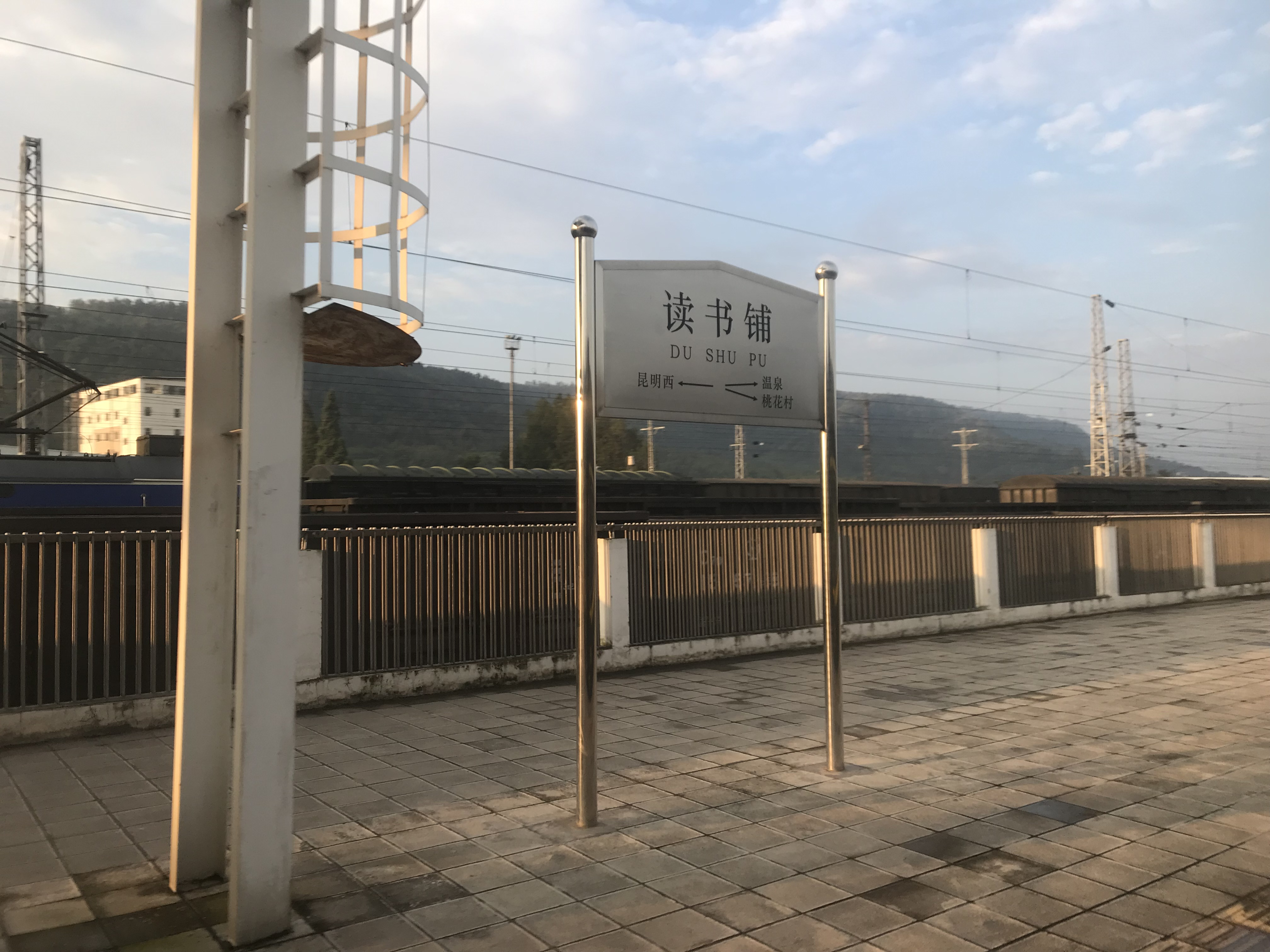
駅名標

読書舗駅は現在一等駅であり、昆明鉄道局の管轄下にある。駅には18本の線路があり 、石油安寧油庫、中石化昆明石油分公司、雲南塩化、雲南省塩業、天安化工、雲南燐化、武鋼集団昆明鋼鉄、昆明デポへの専用線がある 。この駅は西の広通駅から130キロ、成都駅から1077キロ、東の昆明駅から23キロ、南の昆陽駅から40キロ離れている 。

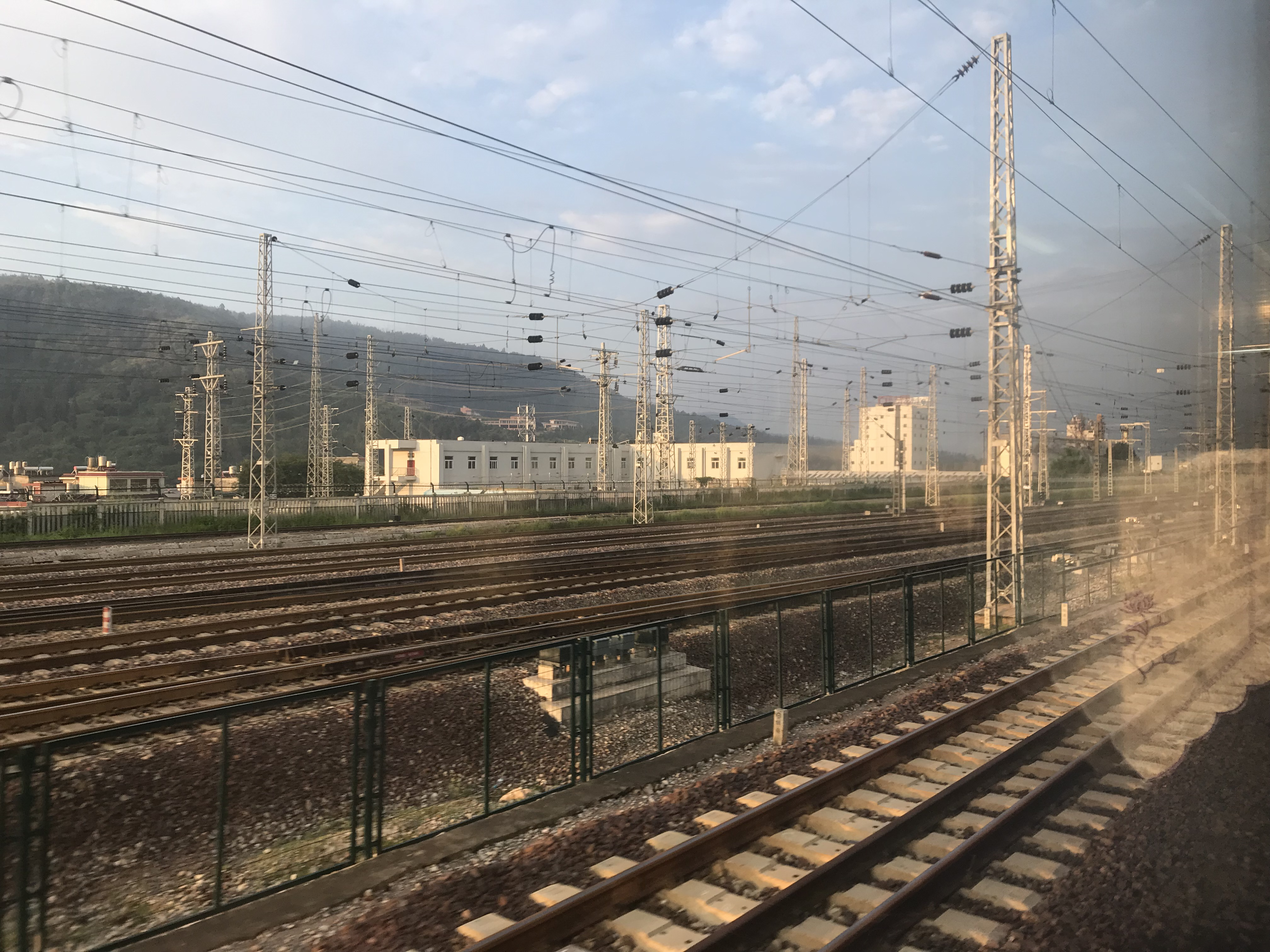
駅構内の線路
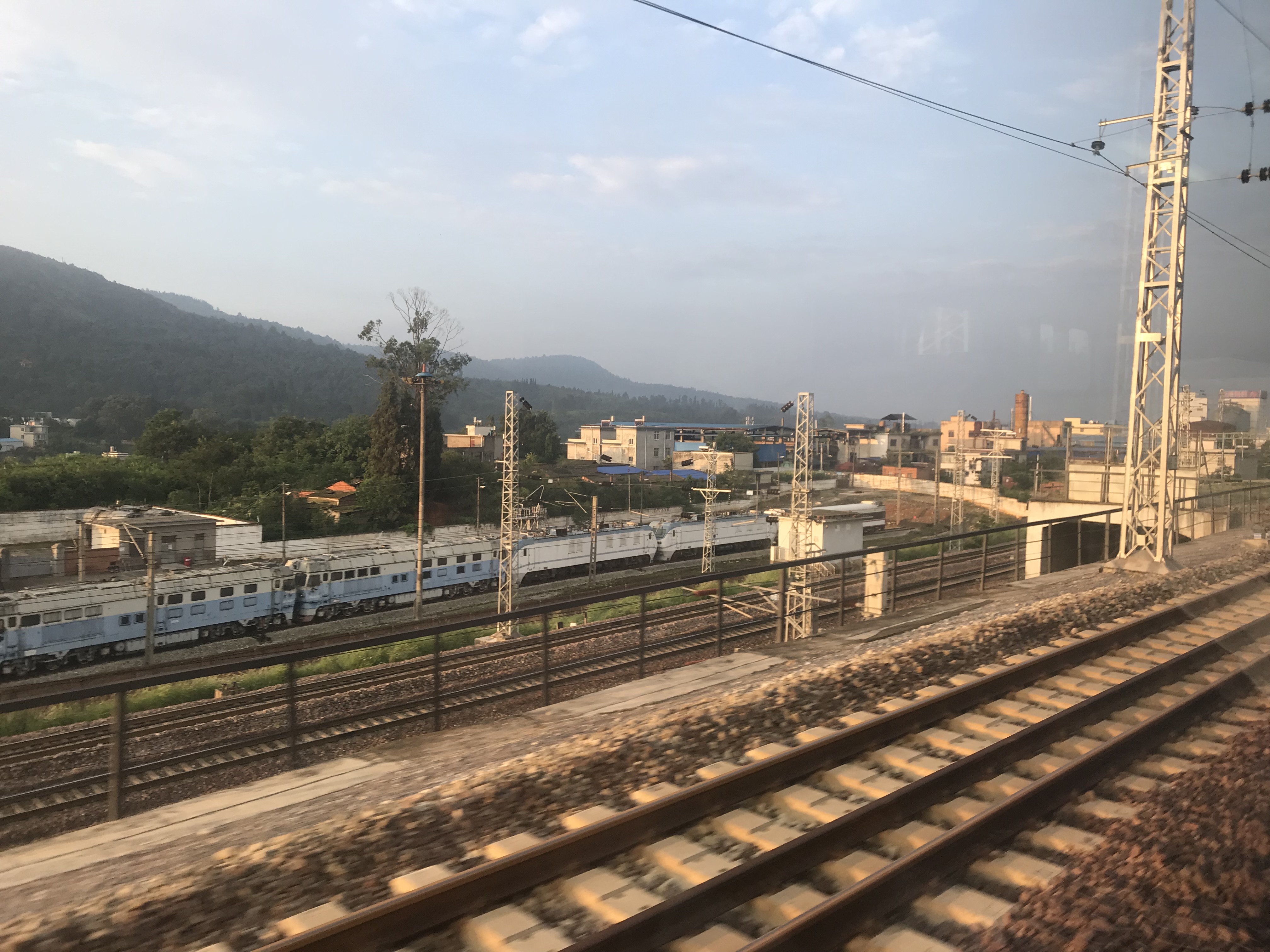
機関車基地に留置されたSS7Eの試作車
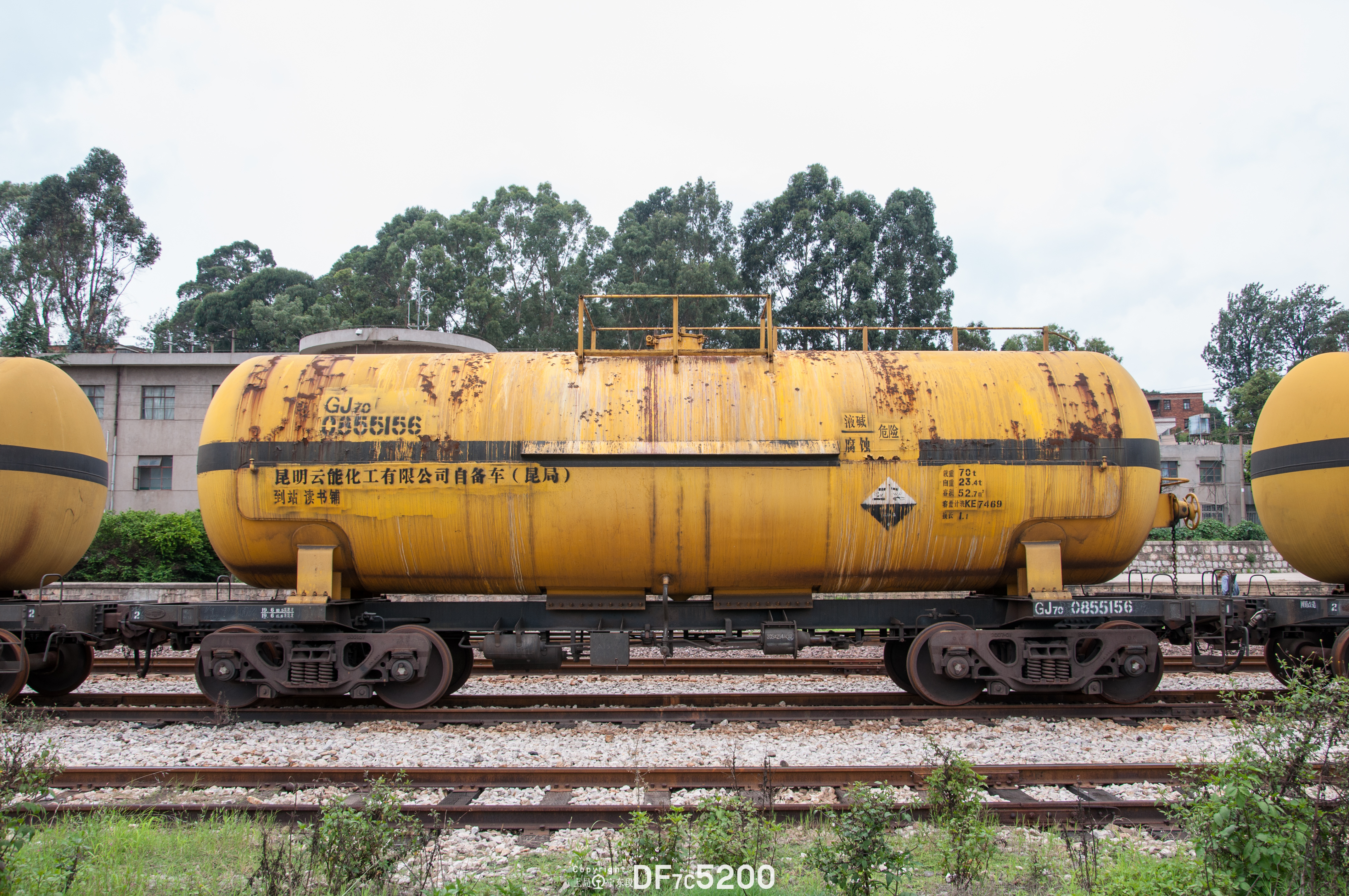
雲能化工のタンク車
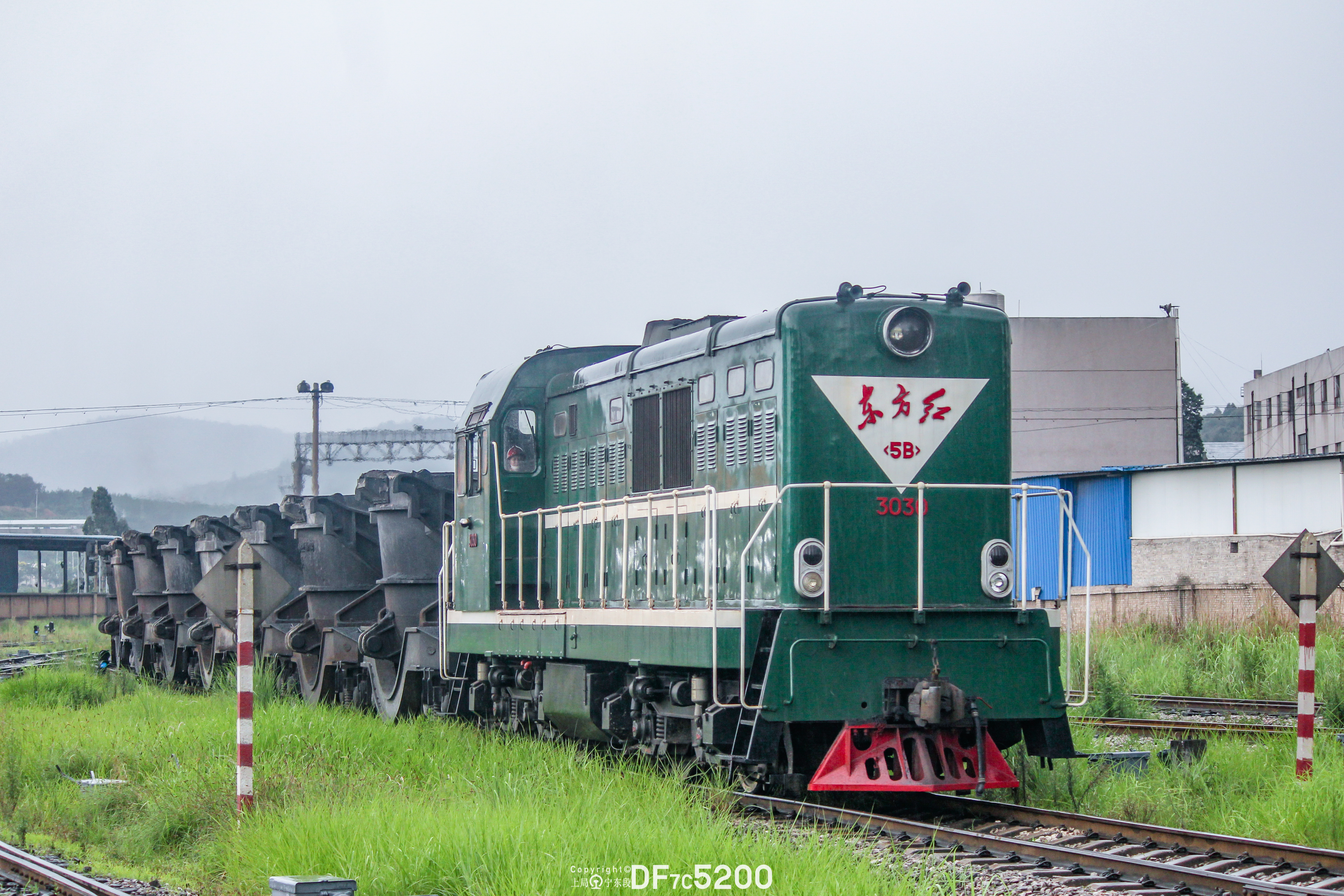
昆明製鉄所のDFH5B